# Klaus Händl

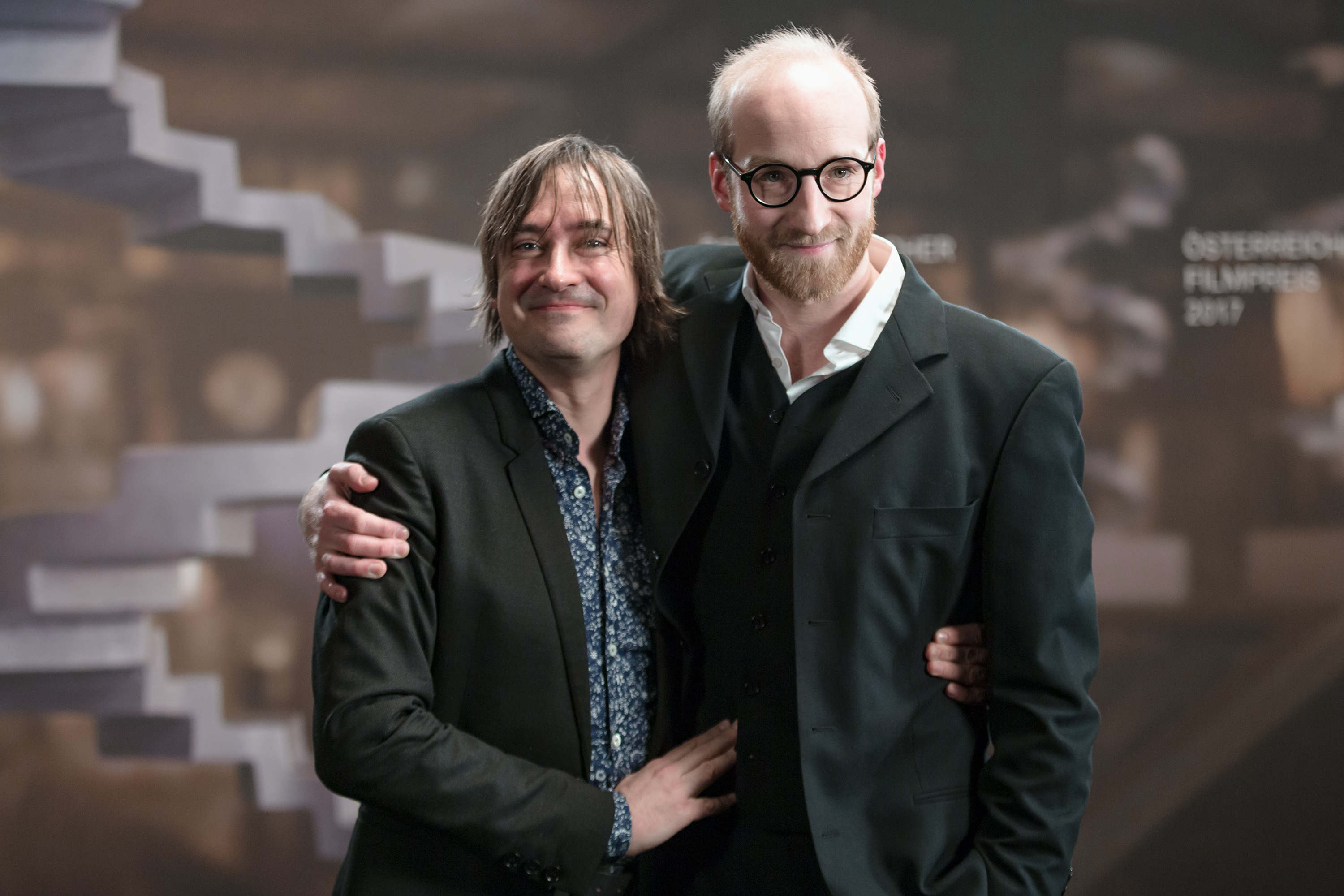
Händl Klaus (l.) mit Schauspieler Lukas Turtur aus Kater (2017)

Klaus Händl, als Künstler Händl Klaus (* 17. September 1969 in Rum), ist ein österreichischer Schriftsteller, Schauspieler, Filmregisseur und Dramatiker.

## Leben
Händl Klaus wurde als Klaus Händl in Rum geboren. Nach der Matura am Akademischen Gymnasium Innsbruck und einer Schauspielausbildung bei Julia Gschnitzer und Eva Zilcher in Wien war er 1991 und 1992 am Schauspielhaus Wien unter der Leitung Hans Gratzers engagiert. Bis 2005 wirkte er gelegentlich in Spielfilmen u. a. von Christian Berger, Urs Egger, Michael Haneke, Jessica Hausner, Dagmar Knöpfel, Franz Novotny, Wolfram Paulus, Thomas Roth, Marc Rothemund, Ulrike Schweiger, Douglas Wolfsperger mit.
1994 trat er mit dem Prosaband (Legenden), erschienen im Literaturverlag Droschl in Graz, literarisch in Erscheinung, wofür er 1995 den Robert-Walser-Preis sowie den Rauriser Literaturpreis erhielt. Weiters nahm er am Ingeborg-Bachmann-Preis 1995 teil. 1996 wurde sein Hörspiel Kleine Vogelkunde (ORF) als Hörspiel des Jahres ausgezeichnet. Für seinen Debütfilm als Autor und Regisseur März über die Auswirkungen des gemeinsamen Freitods dreier junger Männer in Tirol gewann er ebenfalls zahlreiche Auszeichnungen.
Klaus unterrichtet an der Universität für Angewandte Kunst Wien in der Klasse für Bühnen- und Filmgestaltung. 
Er lebt in Wien, Berlin und Port am Bielersee (Schweiz).

## Werke
- 1994: (Legenden). 35 Prosastücke. Droschl Verlag, Graz
- 1995: Satz Bäurin. Klagenfurter Texte. Piper Verlag
- 1996: Kleine Vogelkunde. Hörspiel. Regie: Martin Sailer, ORF
- 2000: recitativo. Literatur und Kritik
- 2001: Ich ersehne die Alpen; So entstehen die Seen. Stück. Uraufführung beim Festival Steirischer Herbst, Rowohlt Theaterverlag
- 2002: Häftling von Mab. Opernlibretto; Musik: Eduard Demetz, Tiroler Landestheater
- 2003: (WILDE)Mann mit traurigen Augen. Uraufführung beim Festival Steirischer Herbst und Schauspiel Hannover 2003, Abdruck in Theater heute
- 2006: Dunkel lockende Welt. Stück. Uraufführung an den Münchner Kammerspielen, Regie Sebastian Nübling, Rowohlt Theaterverlag, Schweizer Erstaufführung am Theater Biel-Solothurn und Österreichische Erstaufführung am Burgtheater Wien
- 2006: Vom Mond. Libretto. Uraufführung am Tiroler Landestheater durch das sirene Operntheater, Musik: Klaus Lang, Regie: Kristine Tornquist.
- 2006: Dunkel lockende Welt. Hörspiel. Regie: Erik Altorfer, Musik: Martin Schütz, DRS2
- 2008: März (Kinospielfilm, Drehbuch und Regie)
- 2008: Die Glocken von Innsbruck läuten den Sonntag ein von Ruedi Häusermann mit Texten von Händl Klaus, Kasino Burgtheater Wien
- Stücke, Literaturverlag Droschl Graz, ISBN 978-3-85420703-0.
- 2010: Furcht und Zittern. Singspiel. Musik Lars Wittershagen. Uraufführung Münchner Kammerspiele und Ruhrtriennale, Regie: Sebastian Nübling. Rowohlt Theaterverlag
- 2010: Marderin im Dirndl. Hörspiel. Regie: Erik Altorfer, Musik: Martin Schütz, DRS2
- 2011: Bluthaus (Libretto zur gleichnamigen Oper von Georg Friedrich Haas). Uraufführung am 29. April 2011 bei den Schwetzinger Festspielen
- 2012: Meine Bienen. Eine Schneise. Musikstück. Uraufführung bei den Salzburger Festspielen 2012, Regie: Nicolas Liautard, Musik: Musicbanda Franui
- 2013: Eine Schneise. Hörspiel. Regie: Erik Altorfer, Musik: Martin Schütz. Mit Jens Harzer, André Jung, Sophie Rois, Kristof Van Boven WDR (Der gesunde Menschenversand, Luzern 2016, ISBN 978-3-03853-027-5)
- 2013: Thomas (Libretto zur gleichnamigen Oper von Georg Friedrich Haas). Uraufführung bei den Schwetzinger SWR Festspielen 2013
- 2015: Wilde (Libretto zur gleichnamigen Oper von Hèctor Parra). Uraufführung bei den Schwetzinger SWR Festspielen
- 2016: Kater (Kinospielfilm, Drehbuch und Regie)
- 2016: Koma (Libretto zur gleichnamigen Oper von Georg Friedrich Haas). Uraufführung bei den Schwetzinger SWR Festspielen 2016
- 2017: Der Mieter (Libretto zur gleichnamigen Oper von Arnulf Herrmann nach dem Roman von Roland Topor). Uraufführung an der Oper Frankfurt am 12. November 2017
- 2018: Lunea (Libretto zur gleichnamigen Oper von Heinz Holliger). Uraufführung am Opernhaus Zürich am 4. März 2018. Regie: Andreas Homoki
- 2022: Liebesgesang (Libretto zur gleichnamigen Oper von Georg Friedrich Haas). Uraufführung an den Bühnen Bern am 7. Mai 2022. Regie: Tobias Kratzer
- 2022: Zrugg. Hörspiel. Regie: Martin Sailer, ORF
- 2023: Blühen (Libretto zur Oper von Vito Žuraj, nach Thomas Manns Erzählung Die Betrogene). Uraufführung an der Oper Frankfurt im Bockenheimer Depot am 22. Januar 2023. Regie: Brigitte Fassbaender

## Filmrollen
- 1992: Fahrt in die Hauptstadt (Regie Wolfram Paulus)
- 1993: Brigitta (Regie Dagmar Knöpfel)
- 1994: Zug um Zug (Regie Wolfram Paulus)
- 1995: Kommissar Rex (1 Episode)
- 1999: Requiem für eine romantische Frau
- 2005: Durch diese Nacht sehe ich keinen einzigen Stern
- 2005: Sophie Scholl – Die letzten Tage
- 2006: Klimt
- 2007: Tatort – Familiensache
- 2007: Franz Fuchs – Ein Patriot

## Auszeichnungen
- 1995 Robert-Walser-Preis, Rauriser Literaturpreis
- 1996 ORF-Hörspielpreis Hörspiel des Jahres
- 2002 Stipendiat am Literarischen Colloquium Berlin
- 2002 Hermann-Lenz-Stipendium
- 2004 Einladung zum Berliner Theatertreffen mit (WILDE)Mann mit traurigen Augen
- 2004 Einladung zu den Mülheimer Theatertagen mit (WILDE)Mann mit traurigen Augen
- 2004 Nachwuchsautor des Jahres 2004 in der Umfrage der Zeitschrift Theater heute
- 2004 Nestroy-Theaterpreis-Nominierung als Bester Nachwuchsautor
- 2005 Dramatikerpreis des Kulturkreises der deutschen Wirtschaft
- 2006 Auszeichnung zum ‚Dramatiker des Jahres‘ mit dem Stück Dunkel lockende Welt durch eine Kritikerjury der Zeitschrift Theater heute
- 2007 Große Literaturstipendien des Landes Tirol, Fördergabe des Schiller-Gedächtnispreises des Landes Baden-Württemberg, Welti Dramatikerpreis der Stadt Bern, Feldkircher Lyrikpreis
- 2008 Silberner Leopard für das beste Erstlingswerk auf dem Internationalen Filmfestival von Locarno für März
- 2008 Kulturpreis der Stadt Biel
- 2008 Spezialpreis der Jury beim Sarajevo Film Festival für März
- 2008 Berner Filmpreis für März
- 2011 Autorenpreis für das Schauspiel Köln: Arbeitstitel: GABE/GIFT. Stück für Musik. Musik von Ernst Surberg[3]
- 2013 Gert-Jonke-Preis, gemeinsam mit Friederike Roth
- 2013 Literaturpreis des Kantons Bern für das Libretto zur Oper Thomas
- 2016 Teddy Award für Kater als bester Spielfilm
- 2016 Outstanding Artist Award für Film[4]
- 2017 Thomas-Pluch-Drehbuchpreis – Hauptpreis für Kater[5]
- 2022 ORF-Hörspielpreis Hörspiel des Jahres (Hörerpreis) und zugleich Bestes Originalhörspiel (Kritikerpreis) für Zrugg.[6]
- 2023 Literaturpreis des Kantons Bern[7]
- 2023 Jahrespreis der deutschen Schallplattenkritik für Zrugg[8][9]